# Chantal Chaudé de Silans
Chantal Chaudé de Silans (Versalhes, 9 de março de 1919 – Grasse, 5 de setembro de 2001) foi uma jogadora de xadrez da França. Em 1950, ela representou a França no Campeonato Mundial Feminino de Xadrez em Moscou 1950 no qual liderou boa parte da competição porém terminou em quinto lugar. Participou do Torneio de Candidatos Feminino em 1952, 1955 e 1961. Ela fez parte da equipe francesa na Olimpíada de xadrez de 1950, sendo a primeira mulher a participar da competição. Também foi a primeira mulher a participar do Campeonato Francês de Xadrez (seção masculina) e terminou em sétimo em 1947 e terceiro em 1951, a melhor participação de uma mulher até a atualidade.
Ela recebeu o título de Mestra Internacional (WIM) da FIDE em 1950.